# Bestoven kaaszwam
De bestoven kaaszwam (Oligoporus rennyi, synoniem:  Postia rennyi) is een schimmel uit de familie Dacryobolaceae. De soort komt voor op stammen van naaldbomen als sparren (Picea) en dennen (Pinus), in naaldbossen en gemengde bossen op zandgrond. Volgens literatuur is hij ook bekend van bewerkt hout in gebouwen. Deze schimmel veroorzaakt bruinrot.

## Kenmerken
De sporen meten 4-5,5 × 2-2,8 µm.

## Verspreiding
In Nederland komt de bestoven kaaszwam zeer zeldzaam voor.